# Projekt 183
Projekt 183 (či též třída P6) byla třída torpédových člunů sovětského námořnictva z doby studené války. V letech 1953–1960 jich bylo postaveno celkem 622 kusů v několika variantách. Sovětské námořnictvo je používalo až do poloviny sedmdesátých let. Z jejich konstrukce byly odvozeny raketové čluny třídy Komar, tedy první plavidla svého druhu na světě. Velké množství člunů třídy P6 bylo exportováno do spřátelených zemí.

## Konstrukce

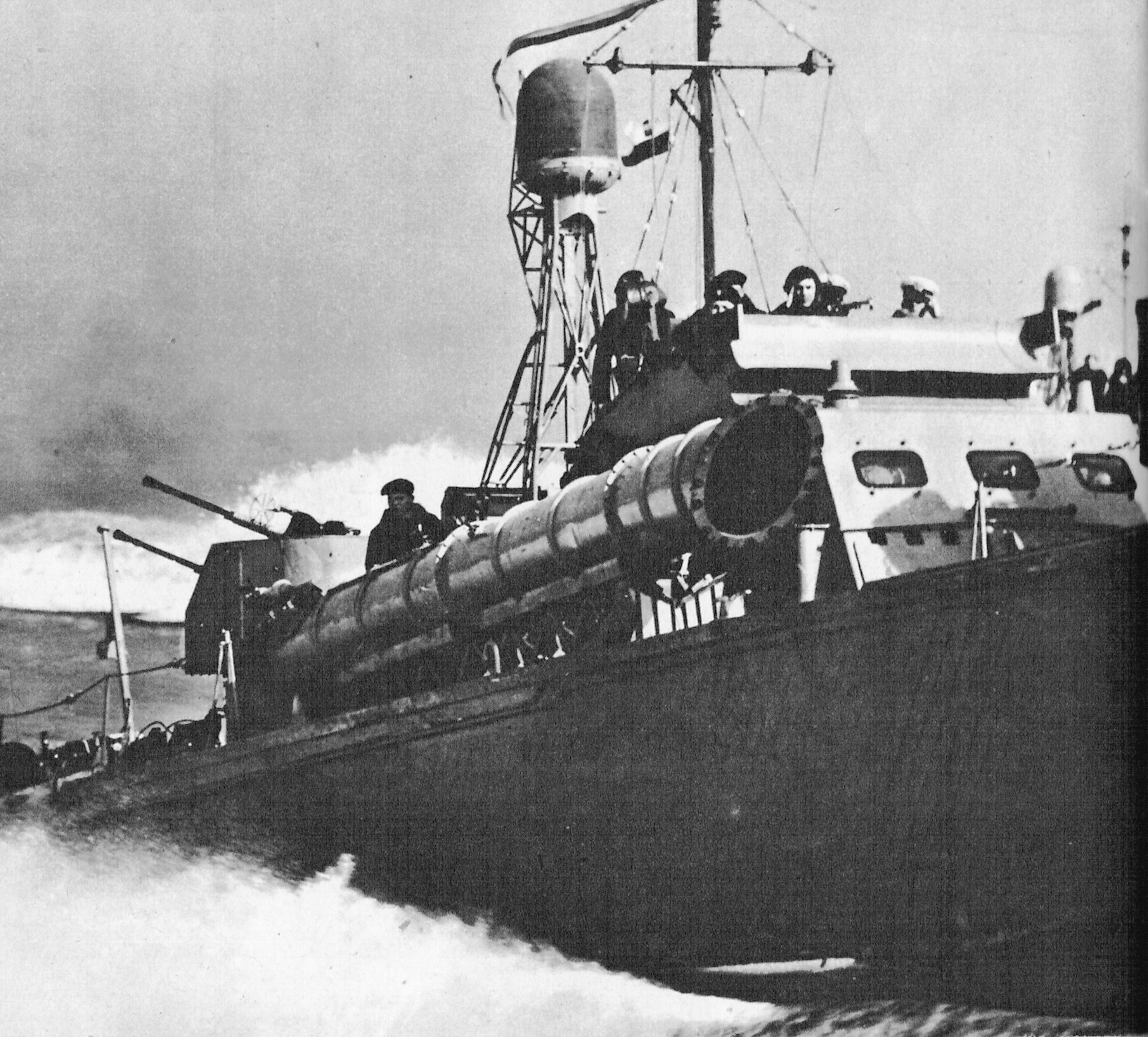
Polský torpédový člun projektu 183

### Projekt 183
Třída P6 měla dřevěný trup typu polokluzák. Součástí vybavení byl vyhledávací radar Zarnitsa a systém řízení palby Tros. Hlavňovou výzbroj tvořily dva dvouhlavňové 25mm kanóny 2M-3 ve věžičkách na přídi a na zádi. Po stranách můstku byly umístěny dva 533mm torpédomety TTKA-53M. Nesena byla dvě torpéda 53-38U, nebo 53-39. Čluny mohly nést také miny a hlubinné pumy. Pohonný systém tvořily čtyři diesely M-50T o celkovém výkonu 4800 hp, roztáčející čtyři lodní šrouby s pevnými lpatkami. Nejvyšší rychlost dosahovala 43 uzlů. Dosah byl tisíc námořních mil při rychlosti čtrnáct uzlů a 610 námořních mil při rychlosti 34 uzlů.

## Další varianty
Několik typů, vyvinutých na bázi třídy P6, se nerozšířilo.
- P8 – výtlak 90 tun, trup prodloužen o dva metry, posádka 14 mužů a výzbroj jako P6.
- P10 – výtlak 90 tun, trup prodloužen o dva metry, posádka 14 mužů a výzbroj jako P6.
- P12 – křídlový člun na bázi třídy P6.

## Uživatelé
Alžírsko
- Alžírské námořnictvo

 Čína

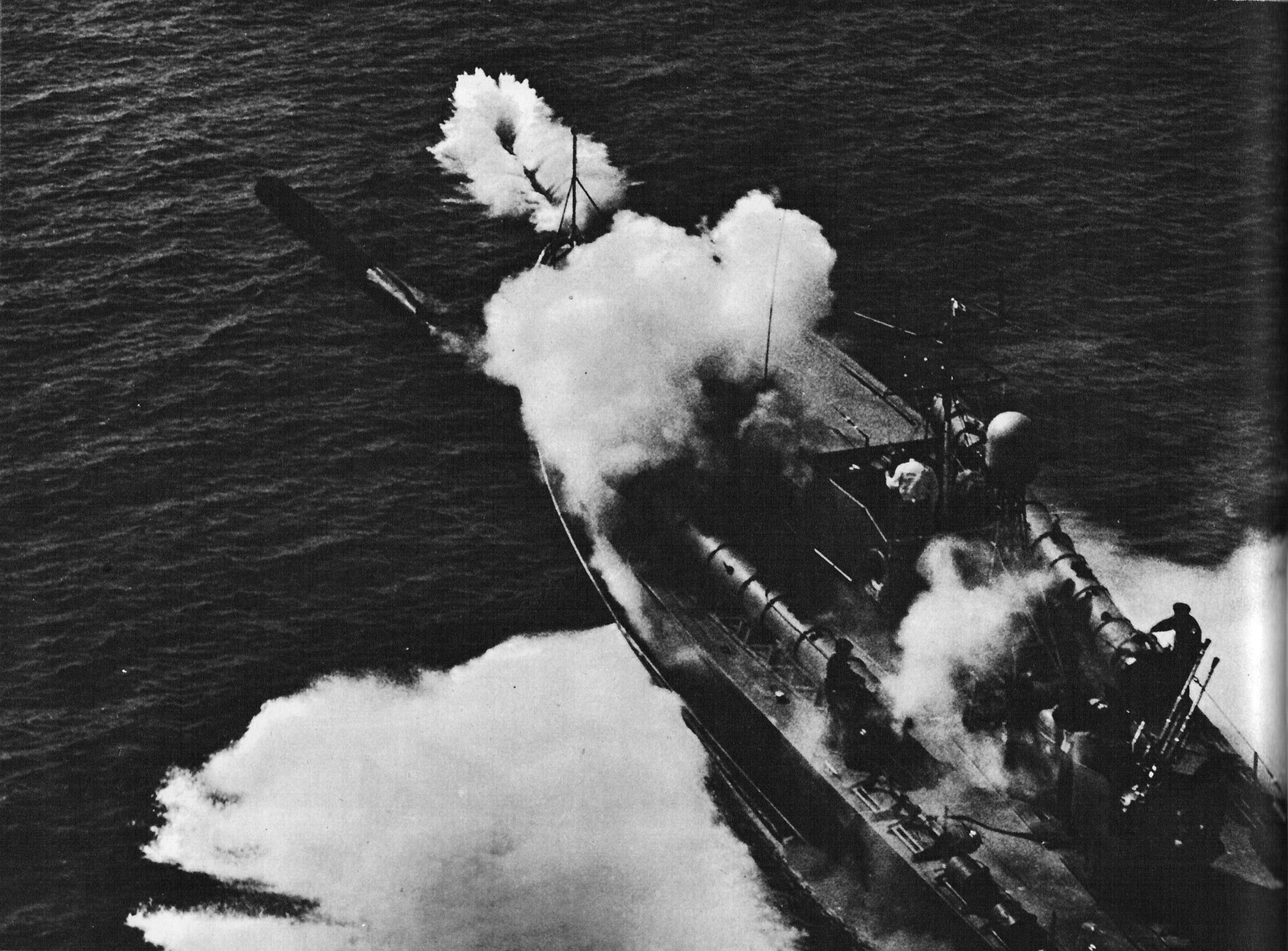
Polský torpédový člun projektu 183 vypouští torpéda

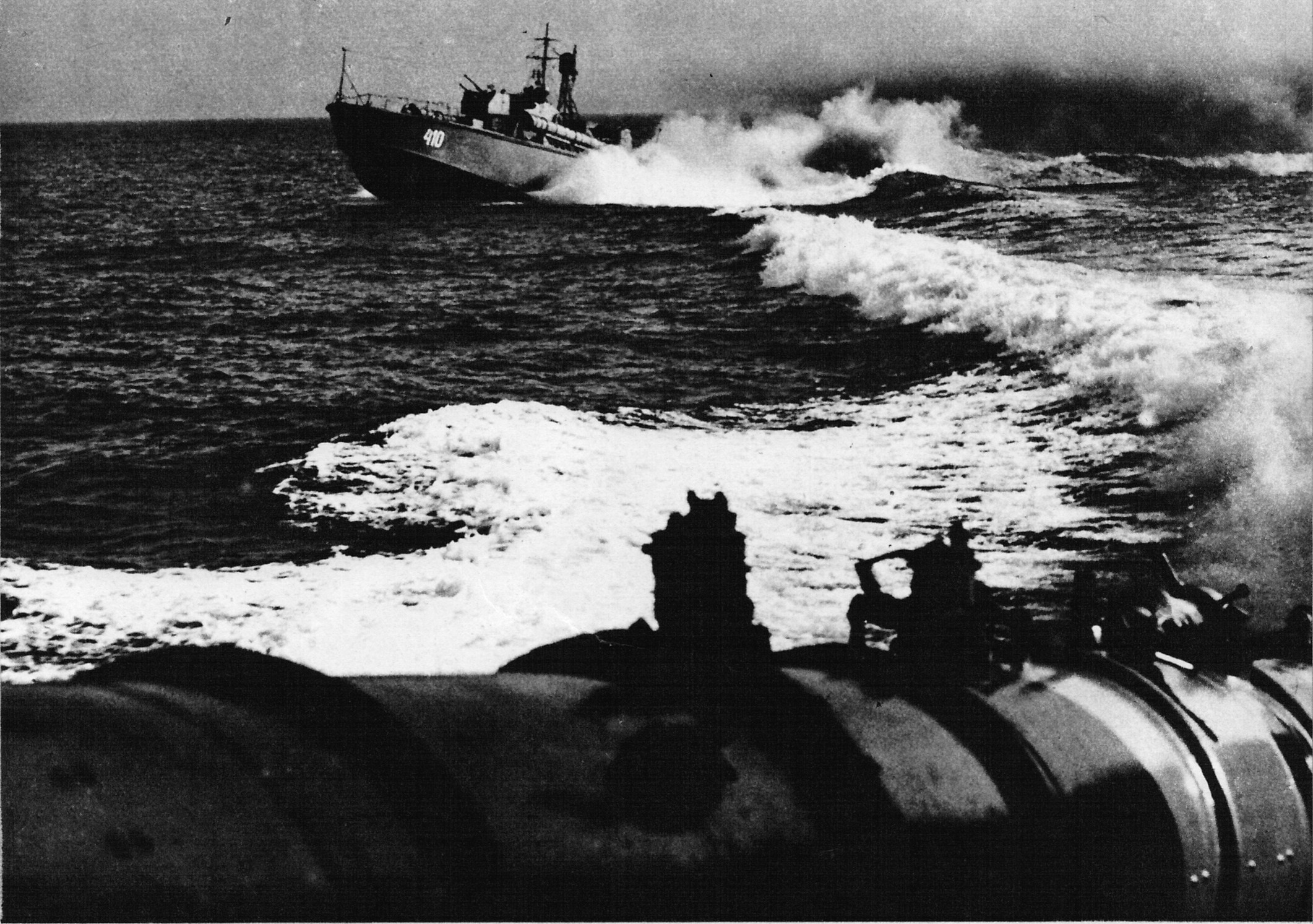
Polské torpédové čluny projektu 1983

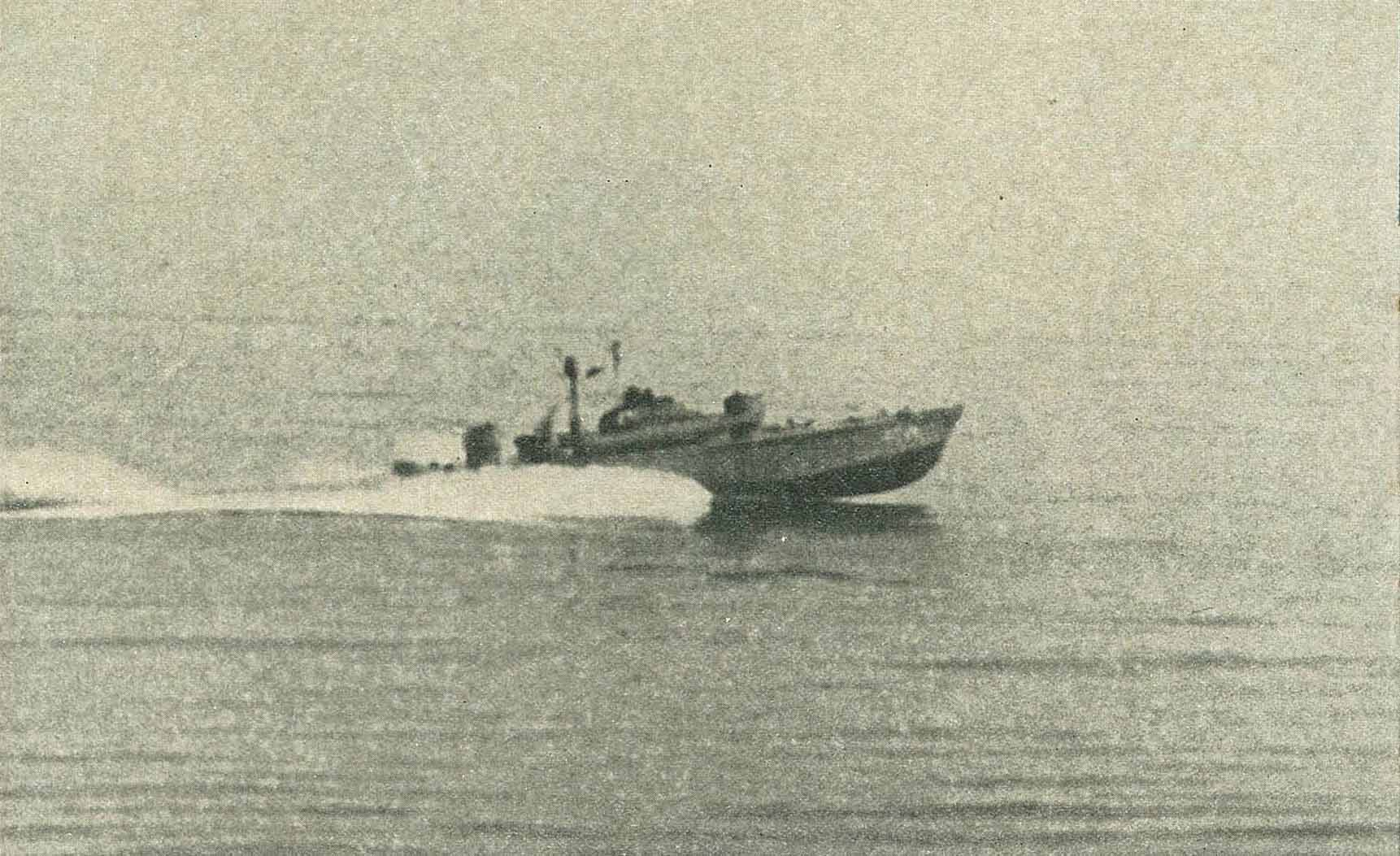
Indonéský torpédový člun projektu 183

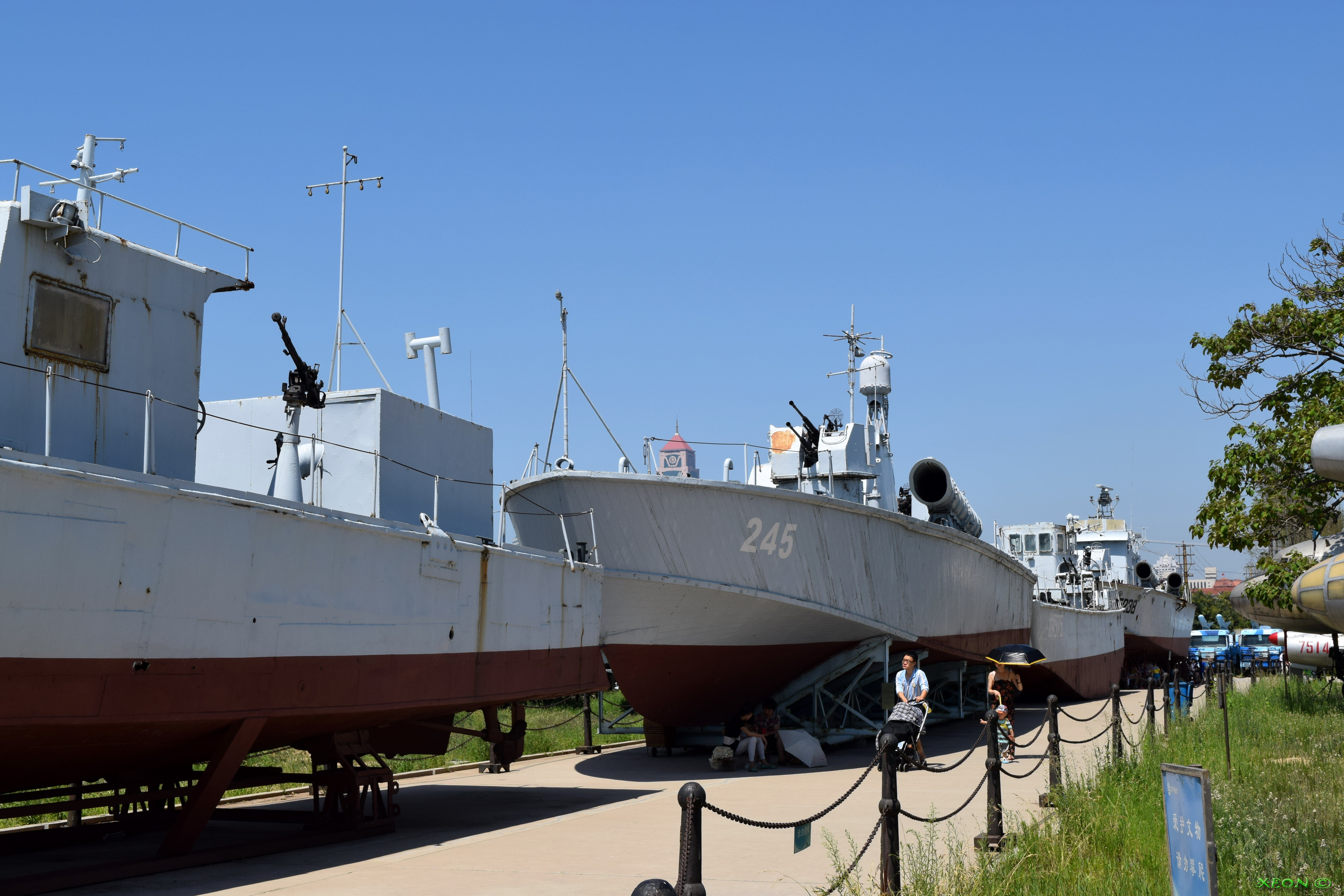
Licenční čínský člun typu 6602 vystavený v muzeu

- Námořnictvo Čínské lidové osvobozenecké armády

 Egypt
- Egyptské námořnictvo

 Etiopie
- Etiopské námořnictvo

 Guinea
 Guinea-Bissau
 Indonésie
- Indonéské námořnictvo

 Irák
- Irácké námořnictvo

 Jižní Jemen
 Kazachstán
- Kazašské námořnictvo

 Severní Korea
- Námořnictvo Korejské lidové armády

 Kuba
- Kubánské revoluční námořnictvo

 Východní Německo
- Volksmarine

 Polsko
- Polské námořnictvo

 Rovníková Guinea
- Námořnictvo Rovníkové Guiney

 Somálsko
 Sovětský svaz
- Sovětské námořnictvo

 Sýrie
- Syrské arabské námořnictvo

 Tanzanie
 Vietnam
- Vietnamské lidové námořnictvo